# Molí Vell de Canaleta
El Molí Vell de Canaleta és una obra de Navès (Solsonès) inclosa a l'Inventari del Patrimoni Arquitectònic de Catalunya.

## Descripció
EL Molí Vell de Canaleta està situat a tocar de la pista forestal de la Vall d'Ora i pròxim al Molí Nou de Postils, al terme de Postils. Es tractava d'un molí fariner i serradora. L'edifici principal és aïllat de planta rectangular amb coberta a doble vessant i carener perpendicular a la façana principal. Consta de planta baixa i dos pisos. Les obertures són de dimensions desiguals i estan distribuïdes de manera asimètrica. La façana principal presenta a la planta baixa un portal adovellat amb arc rebaixat. Les finestres són rectangulars i de diversa grandària i estan distribuïdes irregularment pels diferents nivells amb llindes de fusta o pedra i marcs de maó o pedra. En una d'aquestes llindes de pedra es llegeix "Pau Canaleta" 1762.
Té un cos adossat al lateral i part posterior en forma de porxo amb coberta a una vessant i dos nivells d'alçària. En el lateral oposat al porxo, la façana dona a un altre cos de planta rectangular i amb coberta d'una vessant.
Al costat del molí hi ha la bassa, el cacau i dos carcabans.

## Història
Els molins hidràulics fariners són un referent de l'activitat econòmica i social del passat dels masos i nuclis rurals escampats entre el Berguedà i el Solsonès. Hi ha documentació del segle xii que ja parla de l'aprofitament de l'energia hidràulica per moure molins, serradores i ferreries a la Vall d'Ora (Navès) mencionant els molendini accionats per la força del riu Aiguadora. També es troben altres molins fariners del riu Aiguadora com el de Ca l'Ambròs, cal Guirre, Can Feliu, el de Moscavera i el Nou de Postils. Sovint aquests molins tenien serradores i ferreries annexes.
Aquest molí va estar en funcionament fins a l'any 1982.